# Campeonato Brasileiro Série B 2001
In 2001 werd de 20e editie van de Campeonato Brasileiro Série B gespeeld, de op een na hoogste voetbalcompetitie in Brazilië. Paysandu werd kampioen en promoveerde naar de Campeonato Brasileiro Série A, net als de nummer twee.

## Groepsfase

### Groep Noordnoordoost
| Plaats | Club             | Wed. | W  | G  | V  | Saldo | Ptn. |
| ------ | ---------------- | ---- | -- | -- | -- | ----- | ---- |
| 1.     | Paysandu         | 26   | 12 | 11 | 3  | 44:26 | 47   |
| 2.     | Ceará            | 26   | 12 | 5  | 9  | 50:36 | 41   |
| 3.     | Náutico          | 26   | 12 | 5  | 9  | 44:35 | 41   |
| 4.     | CRB              | 26   | 12 | 5  | 9  | 35:36 | 41   |
| 5.     | Fortaleza        | 26   | 11 | 7  | 8  | 40:27 | 40   |
| 6.     | São Raimundo     | 26   | 11 | 5  | 10 | 36:37 | 38   |
| 7.     | América de Natal | 26   | 9  | 11 | 6  | 32:30 | 38   |
| 8.     | Anapolina        | 26   | 10 | 4  | 12 | 45:47 | 34   |
| 9.     | Remo             | 26   | 9  | 5  | 12 | 33:39 | 32   |
| 10.    | Sampaio Corrêa   | 26   | 9  | 5  | 12 | 32:40 | 32   |
| 11.    | Sergipe          | 26   | 8  | 8  | 10 | 38:41 | 32   |
| 12.    | Tuna Luso        | 26   | 8  | 6  | 12 | 36:45 | 30   |
| 13.    | ABC              | 26   | 7  | 8  | 11 | 33:41 | 29   |
| 14.    | Nacional         | 26   | 6  | 7  | 13 | 30:48 | 25   |

|  | Kwartfinale         |
|  | Degradatie play-off |
|  | Degradatie Série C  |

### Groep Zuidzuidoost
| Plaats | Club             | Wed. | W  | G | V  | Saldo | Ptn. |
| ------ | ---------------- | ---- | -- | - | -- | ----- | ---- |
| 1.     | Caxias           | 26   | 13 | 7 | 6  | 44:35 | 46   |
| 2.     | Figueirense      | 26   | 13 | 3 | 10 | 50:38 | 42   |
| 3.     | Avaí             | 26   | 12 | 6 | 8  | 36:31 | 42   |
| 4.     | União São João   | 26   | 11 | 8 | 7  | 45:31 | 41   |
| 5.     | Joinville        | 26   | 11 | 8 | 7  | 39:26 | 41   |
| 6.     | Vila Nova        | 26   | 12 | 1 | 13 | 43:44 | 37   |
| 7.     | Americano        | 26   | 11 | 4 | 11 | 32:36 | 37   |
| 8.     | Londrina         | 26   | 10 | 7 | 9  | 45:36 | 37   |
| 9.     | Bragantino       | 26   | 11 | 2 | 13 | 40:43 | 35   |
| 10.    | XV de Piracicaba | 26   | 12 | 2 | 12 | 39:45 | 33   |
| 11.    | Malutrom         | 26   | 9  | 5 | 12 | 32:37 | 32   |
| 12.    | Criciúma         | 26   | 8  | 6 | 12 | 35:40 | 30   |
| 13.    | Desportiva       | 26   | 8  | 5 | 13 | 26:48 | 29   |
| 14.    | Serra            | 26   | 6  | 6 | 14 | 33:49 | 24   |

XV de Piracicaba kreeg 5 strafpunten omdat het een niet-speelgerechtigde speler had opgesteld.
|  | Kwartfinale         |
|  | Degradatie play-off |
|  | Degradatie Série C  |

### Degradatie play-off
De verliezers degradeerden naar de Série C.
| Team #1   | Tot.  | Team #2  | 1e wed. | 2e wed. |
| --------- | ----- | -------- | ------- | ------- |
| Tuna Luso | 1 - 2 | Malutrom | 1 - 0   | 0 - 2   |
| Criciúma  | 3 - 1 | Sergipe  | 3 - 1   | 0 - 0   |

## Kwartfinale
In geval van gelijke stand gaat de club met de beste prestatie in de groepsfase door
| Team #1        | Tot.  | Team #2     | 1e wed. | 2e wed. |
| -------------- | ----- | ----------- | ------- | ------- |
| União São João | 0 - 0 | Paysandu    | 0 - 0   | 0 - 0   |
| Náutico        | 3 - 3 | Figueirense | 2 - 1   | 1 - 2   |
| Avaí           | 5 - 2 | Ceará       | 2 - 0   | 3 - 2   |
| CRB            | 3 - 3 | Caxias      | 3 - 0   | 0 - 3   |

## Finalegroep
| Plaats | Club        | Wed. | W | G | V | Saldo | Ptn. |
| ------ | ----------- | ---- | - | - | - | ----- | ---- |
| 1.     | Paysandu    | 6    | 2 | 3 | 1 | 16:10 | 9    |
| 2.     | Figueirense | 6    | 2 | 3 | 1 | 8:8   | 9    |
| 3.     | Caxias      | 6    | 1 | 3 | 2 | 6:7   | 6    |
| 4.     | Avaí        | 6    | 1 | 3 | 2 | 8:13  | 6    |

|  | Kampioen en promotie naar Série A |
|  | Promotie naar de Série A          |